# Herrschaft Blumenfeld

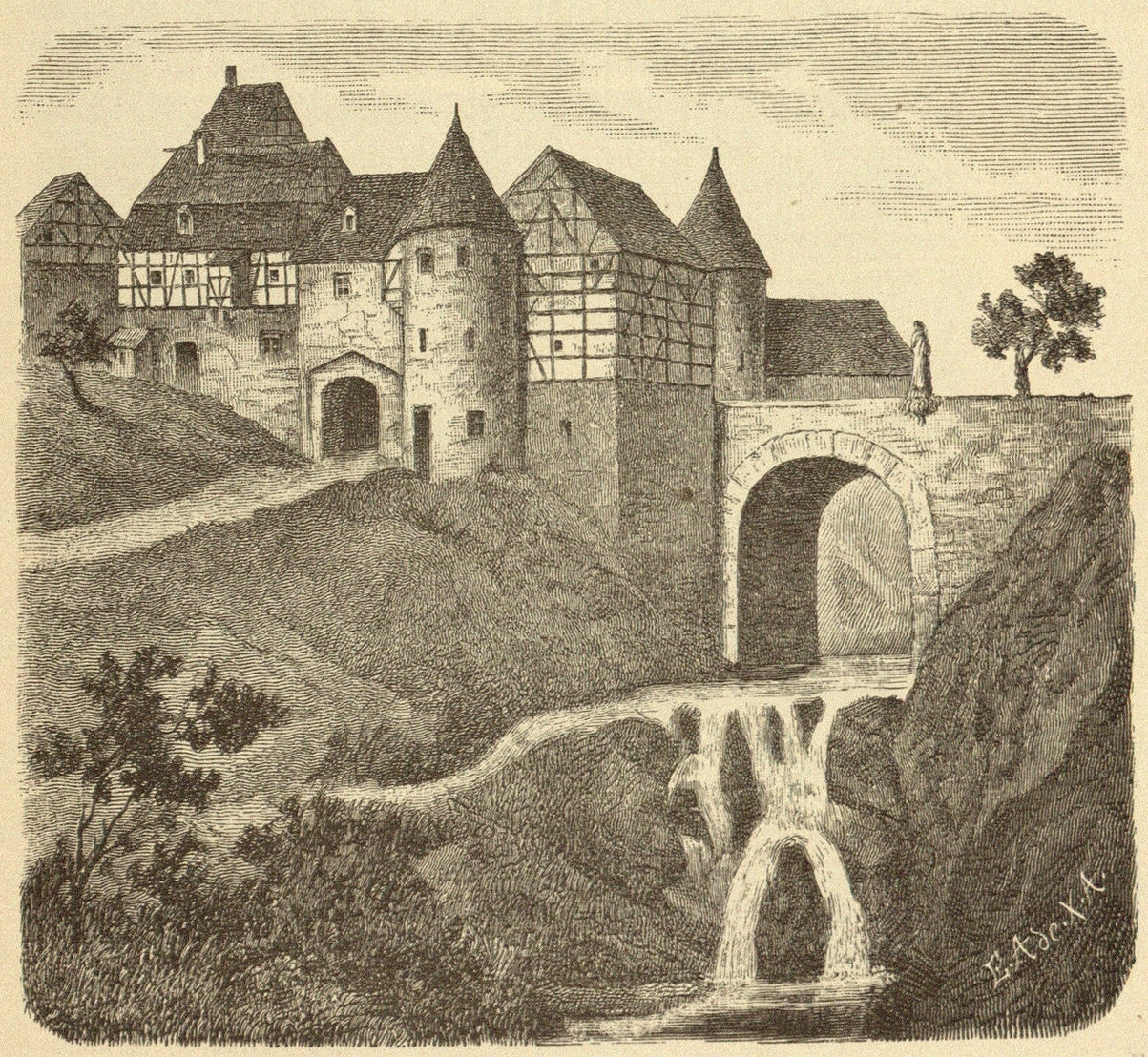
Schloss Blumenfeld auf einem historischen Stich

Die Herrschaft Blumenfeld mit Sitz auf Burg Blumenfeld in Blumenfeld, heute ein Stadtteil von Tengen im Landkreis Konstanz in Baden-Württemberg, wurde um 1100 erstmals namentlich erwähnt. 
Zunächst war die Herrschaft im Besitz der Herren von Blumegg und kam 1292 an die Ritter von Klingenberg. Im Jahr 1488 wurde die Herrschaft Blumenfeld an die Deutschordenskommende Mainau verkauft, die zur Ballei Elsass und Burgund gehörte.
Im Rahmen der Mediatisierung im Jahr 1806 kam die Herrschaft Blumenfeld unter die Landeshoheit von Baden.